# Cambita Garabitos
Cambita Garabitos è un comune della Repubblica Dominicana di 29.496 abitanti, situato nella Provincia di San Cristóbal. Comprende, oltre al capoluogo, un distretto municipale: El Pueblecito.